# Digraphie
Digraphie ist der Zustand, wenn eine Sprachgemeinschaft zwei verschiedene Schriftsysteme für die gleiche Sprache verwendet. Ein bekanntes Beispiel ist die gleichzeitige Verwendung der lateinischen und der kyrillischen Schrift für die serbische Sprache. 
Dies gilt auch für die mongolische Sprache, die in der lange von Russland beeinflussten Mongolei in kyrillischer Schrift geschrieben wird, in der zur Volksrepublik China gehörenden Inneren Mongolei aber in der traditionellen mongolischen Schrift.
Die Digraphie ist nicht mit dem Begriff Digraph zu verwechseln.